# Hippothoa minitumulosa
Hippothoa minitumulosa är en mossdjursart som beskrevs av Morris 1980. Hippothoa minitumulosa ingår i släktet Hippothoa och familjen Hippothoidae. Inga underarter finns listade i Catalogue of Life.